# 구마노아토촌
구마노아토촌(일본어: 熊野跡村)은 일본 히로시마현 아키군에 존재했던 촌이다.
1974년 11월 1일 아키군 아키정과 함께 히로시마시에 편입되어 소멸되었다. 히로시마시 편입시 촌 이름은 계승되지 않고 현재는 히로시마시 아키구 아토정이 되었다.